# Jagung (Pagu)
Jagung is een bestuurslaag in het regentschap Kediri van de provincie Oost-Java, Indonesië. Jagung telt 1765 inwoners (volkstelling 2010).